# Budakeszi
Budakeszi (németül: Wudigess) város a budapesti agglomerációban, Pest vármegyében, a Budakeszi járás székhelye és második legnépesebb települése Budaörs után.
Itt működik a Nemzetközi Vadászati és Vadvédelmi Tanács (Conseil International de la Chasse et de la Conservation du Gibier) adminisztratív irodája.

## Földrajza

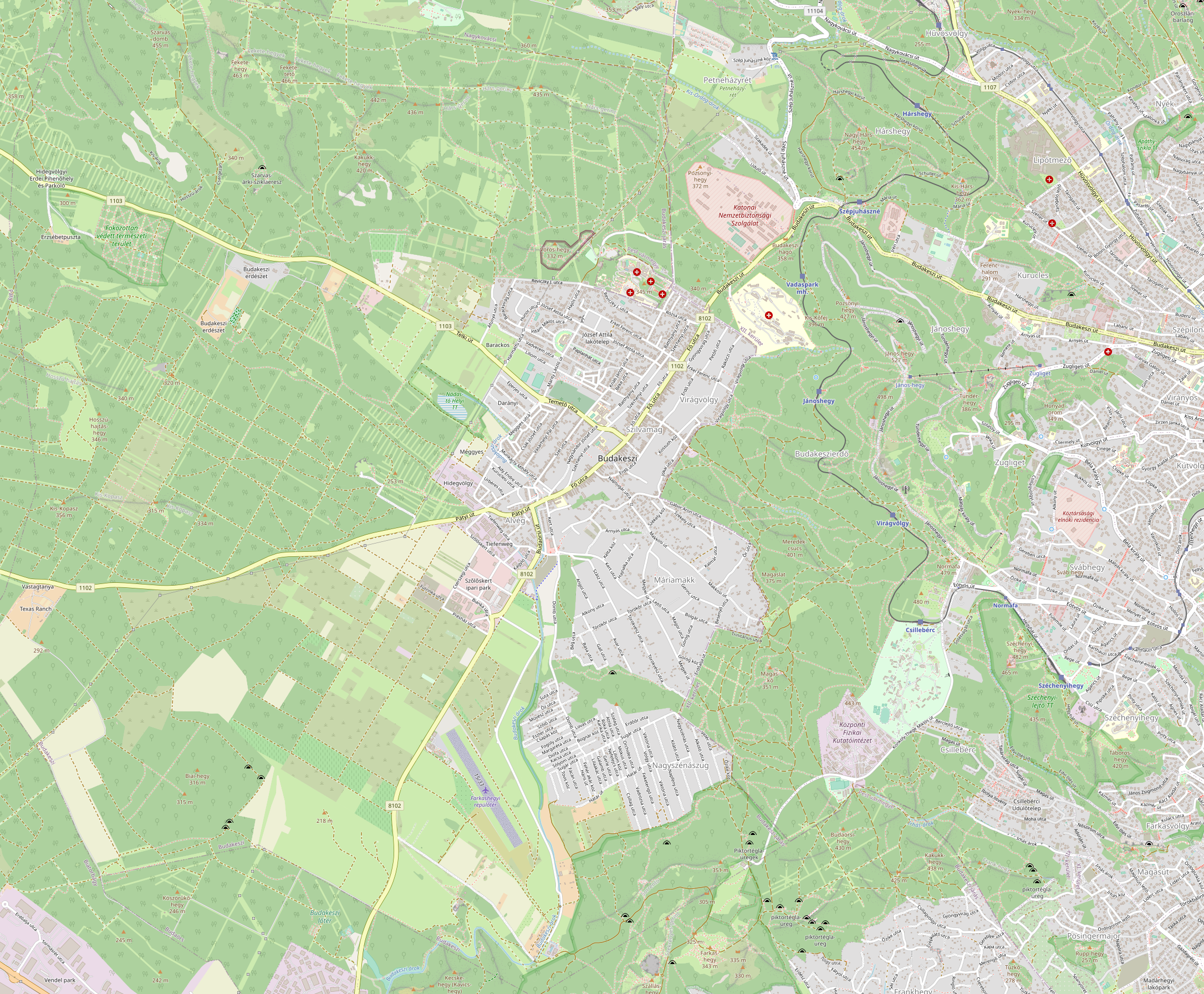
Budakeszi és környékének térképe

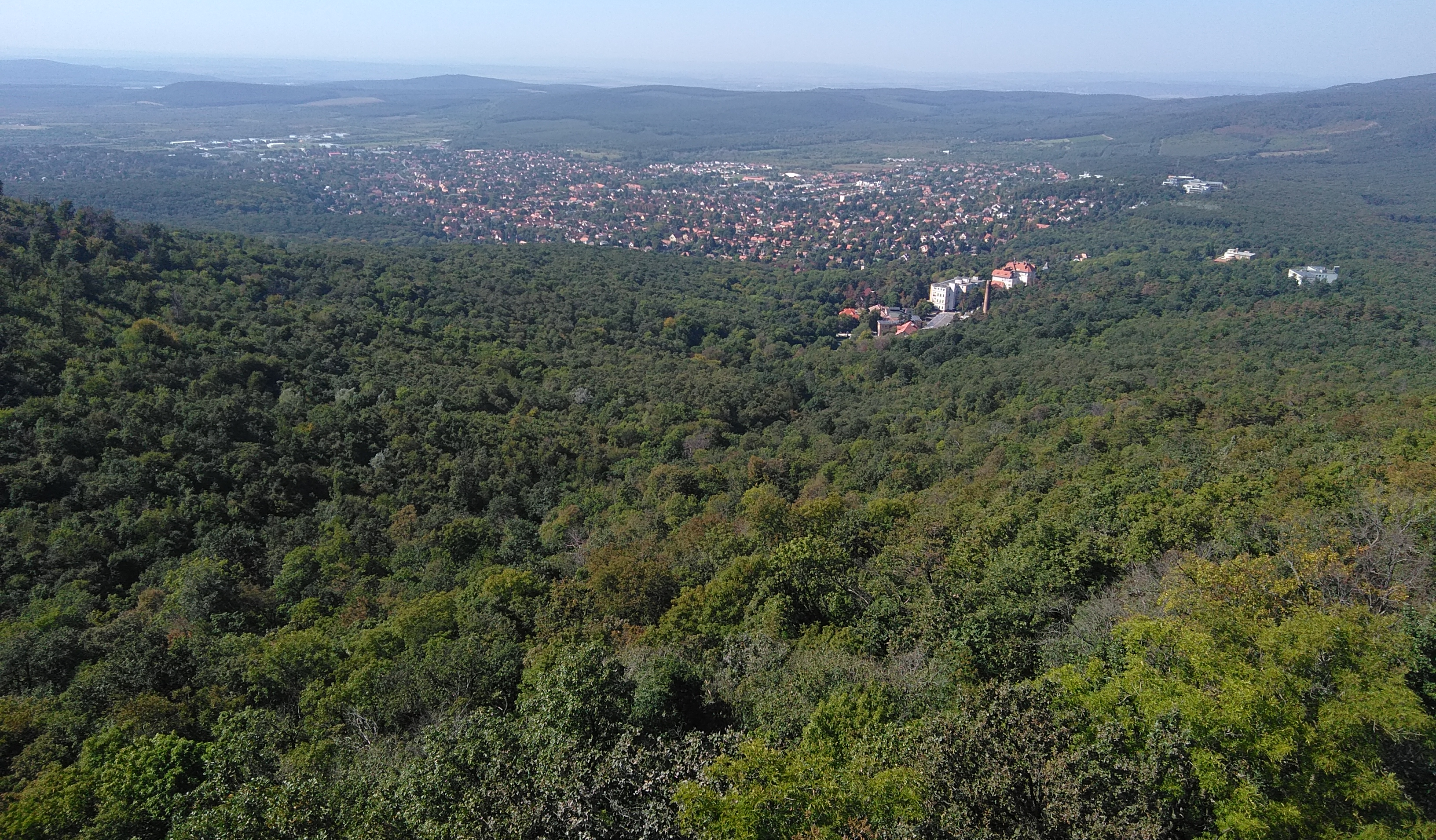
Budakeszi a János-hegy tetején álló Erzsébet-kilátóból

Budakeszi a fővárosi Margit-szigettel nagyjából megegyező földrajzi szélességen, a szigettől légvonalban mintegy 9 kilométerre nyugatra fekszik. Közúton a Széchenyi lánchídtól (Clark Ádám téri „0” kilométerkő) mért távolsága 14 kilométer. A Budakeszi-medence északkeleti részén felépült települést keleti, északi és nyugati irányból hegyek határolják: a Biai-hegy, a Kis-Kopasz, a Nagy-Hárs-hegy és a János-hegy. Déli irányból a Budakeszi-árok löszös felszínű völgye található enyhén tagolt domborzattal. Domborzatát több tektonikus árok is tarkítja, melyek közül a legjelentősebbek: a Kavics-árok, a Szarvas-árok, a Hideg-völgy és Hosszú-hajtás-völgy. Szomszédos települések: Budapest (II. és XII. kerület), Budaörs, Biatorbágy, Páty, Nagykovácsi és Remeteszőlős. Szintén szomszédosnak számít a közvetlenül nem határos Telki is.
A település éghajlata hasonló Budapestéhez. A csapadék mennyisége megegyezik, azonban az átlaghőmérséklet 2 °C-kal alacsonyabb, viszont több a napsütéses órák száma. A levegő szennyezettsége alacsonyabb a főváros hegyi kerületeihez képest.
A város környékének növényzete túlnyomórészt tölgyes erdő, amelybe északnyugati irányban, a Telki felé tartó műút mentén egy kisebb szőlőültetvény ékelődik. Jóval nagyobb szőlős található a településtől délnyugatra, a Farkashegyi repülőtér körüli mezőgazdaság]]i művelésű területen, amelyhez kisebb számú gyümölcsösök is társulnak. Délkeletre két üdülőövezeti egységben (Máriamakk és Nagyszénászug) a lassan beépülő zártkertekben régebben gyümölcsös és szőlőskertek sorakoztak. Budakeszitől északi és nyugati irányban, a Budai Tájvédelmi Körzet részét képező Nagy-Kopasz és Fekete-hegy vidékét kiterjedt erdő borítja.

## Közlekedés

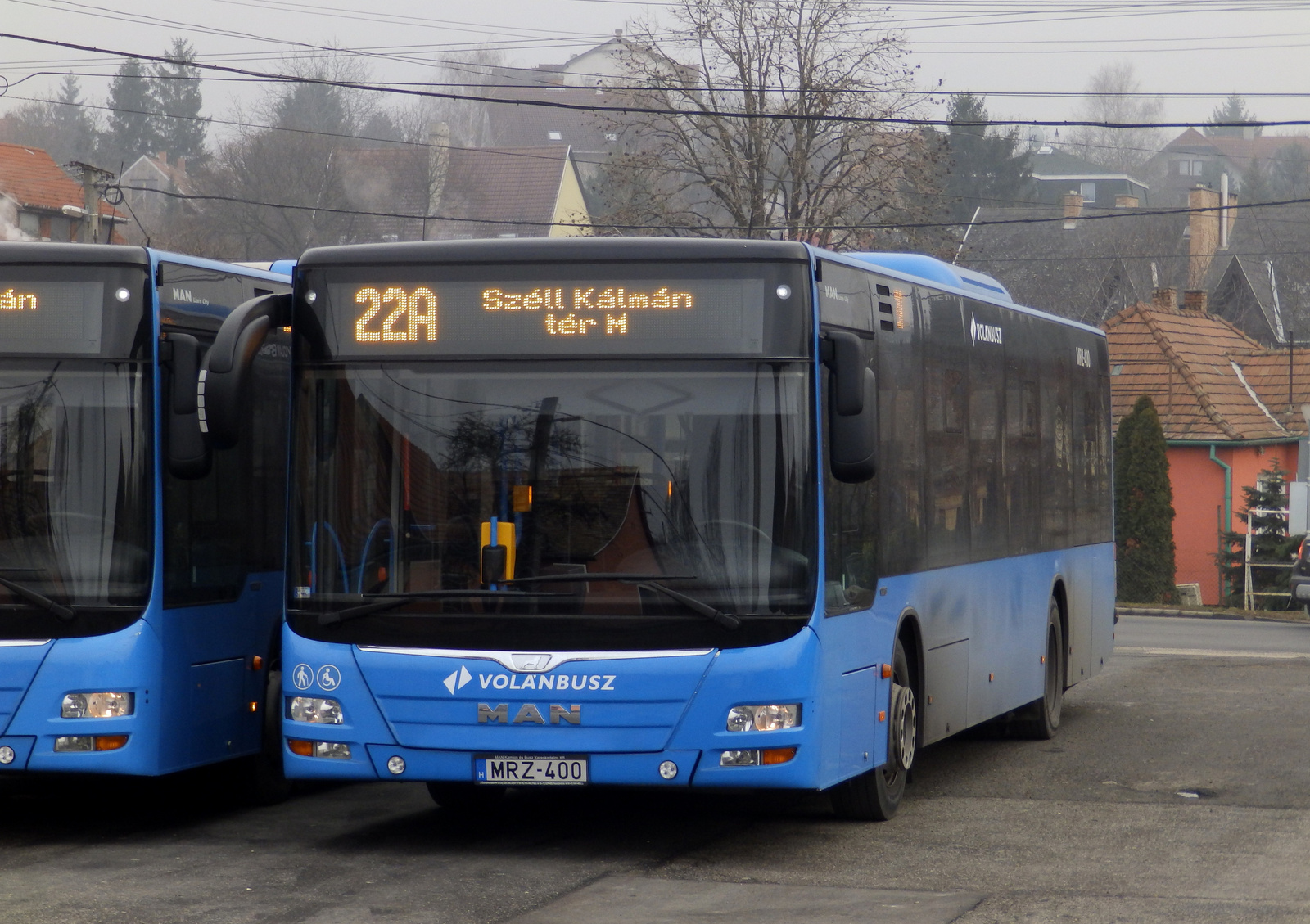
22A busz a Dózsa György téren

Budakeszi a Szépilonához torkolló Budakeszi úton érhető el a fővárosból, a XII., illetve a II. kerület felől. Az út folytatódása a Páty–Zsámbék felé haladó 1102-es út. Az útról északnyugati irányba Telki–Budajenő–Perbál (1103-as út), délnyugati irányba Törökbálint–Budaörs/Diósd/Érd–Budapest XXII. kerülete/Tárnok/Sóskút felé (8102-es út) lehet közlekedni.
Közösségi közlekedéssel Budapest felől két irányból közelíthető meg, egyrészt a Budakeszi út felől a 22-es autóbuszcsaláddal (22, 22A, 222, 922, 922B), másrészt pedig Kelenföld felől Budaörsön keresztül a 188-as és a 188E buszjáratokkal. A buszok egyben a város helyi járataiként is szolgálnak. A Budakeszin belüli utazáshoz környéki jegy vagy bérlet szükséges. A Széll Kálmán térről érkező 22-es család útvonala a Gyógyszertár megállóhelynél kettéválik, a 22-es és 22A busz a Fő utcán keresztül éri el a Dózsa György teret. (Innen a 22-es a Budakeszi úton folytatja útvonalát a Tescóig.) A 188-as, a 188E, a 222-es, valamint az éjszakai 922-es és a 922B viszonylatok pedig a város északnyugati részét feltárva, a Temető utca és a Márity László úton haladva a Honfoglalás sétányig közlekednek. Az éjszakai buszok ezután a Dózsa György térhez közlekednek tovább, majd a 922B Páty, Telki, Budajenő, Perbál és Tök települések érintésével éri el Zsámbékig halad, innen visszafelé csak Pátyot érinti, majd Budakeszitől a 922-essel közös szakaszon tér vissza Budapestre. A Budapest–Páty/Perbál–Zsámbék útvonalon közlekedő forgalmas elővárosi Volánbusz járatok (781, 782, 783, 784, 785, 786, 787, 789, 791, 793, 794, 795) is a település főutcáját használják.

## Története
A város területén már az újkőkorszakban laktak. A rómaiak idejében virágzó település volt itt egy kereskedelmi út mellett.
A település a honfoglalás idején a Keszi törzs szállásterülete volt, melyből a neve eredeztethető. Nevét először 1270-ben említik. Ekkorra már virágzó település alakult ki, mivel a Fehérvár–Buda kereskedelmi úthoz itt csatlakozott egy másik, Tinnye–Esztergom felé, amely lehetővé tette a visegrádi vám kikerülését.
Buda 1541-es elestével a település a törökök kezére került, nagyban elnéptelenedett. 1659-ben Zichy István szerezte meg a korábban császári birtokot, majd (főleg a törökök 1686-os kiűzése után) német telepeseket hívott. Ők nagyrészt szőlőműveléssel foglalkoztak errefelé, Buda, később Budapest piacot jelentett számukra.
1739-ben súlyos pestisjárvány pusztított a hegyközségben. Az 1870-es években a filoxéra elpusztította a szőlő nagy részét, így sokan Budapesten kerestek munkát, amely a millenniumi építkezések miatt bőven akadt. A 20. században megtelepült a helyi ipar is: elektromos műszaki gyár és festékgyár létesült.
A 19. század végétől egyre népszerűbb turisztikai célponttá vált a település. 1901-ben itt létesült az Erzsébet királyné szanatórium. 1928-ban buszjárat indult a Szépjuhásznéhoz, ahonnan tovább lehetett utazni Budapest felé. 1932-től már közvetlen BART buszjárat közlekedett Budapest és Budakeszi között.
A második világháború alapvetően felborította a település életét. A háborús áldozatok veszteségeit az őslakosnak számító svábok kitelepítése még tovább fokozta és a község lényegében Budapest alvóvárosává vált.
A szuburbanizáció során számos jómódú budapesti költözött a településre, ami a helyi szellemi életet is felpezsdítette. A település híres lakosa volt Erkel Ferenc.[forrás?]
A Fekete-hegy körüli erdő a Kádár-korszakban kiemelt vadászterületként funkcionált, amit a Vadaspark határában a Telki felé tartó műúttól a Petneházyréten és Juliannamajoron át Nagykovácsiig húzódó rozsdás vadkerítés, illetve az azon túl élő szintén népes - az emberre többnyire veszélytelen - vadállat állomány is jelez.
Az 1970-es években épült a József Attila lakótelep.
2007-ben a Pilisvörösvári kistérségből átkerült a Budaörsibe. 2013-ban lett a Budakeszi járás székhelye.

## Politika

### Polgármesterei
- 1990–1994: Szemereki Zoltán (nem ismert)[5]
- 1994–1998: Szemereki Zoltán János (MDF-KDNP-MIÉP)[6]
- 1998–2002: Szemereki Zoltán János (MDF-Fidesz)[7]
- 2002–2006: Farkas Gyula (Budakesziért Függetlenek Egyesülete)[8]
- 2006–2010: Tagai István (Keszi Kör – Vállalkozók Egyesület)[9]
- 2010–2019: Dr. Csutoráné dr. Győri Ottilia (Fidesz-KDNP)[10][11]
- 2019–: Dr. Győri Ottilia (Fidesz-KDNP)[1][12]

| Név                             | Párt                                | Terminus  | Megjegyzés / Források |
| ------------------------------- | ----------------------------------- | --------- | --- |
| Szemereki Zoltán                | nem ismert                          | 1990–1994 | Az 1990-es választási eredmények: |
| Szemereki Zoltán János          | MDF-KDNP-MIÉP                       | 1994–2002 | Az 1994. december 11-én megtartott választáson a 3955 érvényesen leadott szavazatból, három jelölt közül 2317 szavazatot szerzett meg, amivel 58,58 %-os eredményt ért el. |
| Szemereki Zoltán János          | MDF-Fidesz                          | 1994–2002 | Az 1998. október 18-án megtartott választáson a 4724 érvényesen leadott szavazatból, két jelölt közül 2499 szavazatot szerzett meg, amivel 52,90 %-os eredményt ért el.    |
| Farkas Gyula                    | Budakesziért Függetlenek Egyesülete | 2002–2006 | A 2002. október 20-án megtartott választáson az 5861 érvényesen leadott szavazatból, négy jelölt közül 2237 szavazatot szerzett meg, amivel 38,17 %-os eredményt ért el.   |
| Tagai István                    | Keszi Kör – Vállalkozók Egyesülete  | 2006–2010 | A 2006. október 1-jén megtartott választáson a 6511 érvényesen leadott szavazatból, négy jelölt közül 2727 szavazatot szerzett meg, amivel 41,88 %-os eredményt ért el.    |
| Dr. Csutoráné dr. Győri Ottilia | Fidesz-KDNP                         | 2010–     | A 2010. október 3-án megtartott választáson az 5245 érvényesen leadott szavazatból, három jelölt közül 2717 szavazatot szerzett meg, amivel 41,80 %-os eredményt ért el.   |
| Dr. Csutoráné dr. Győri Ottilia | Fidesz-KDNP                         | 2010–     | A 2014. október 12-én megtartott választáson az 5116 érvényesen leadott szavazatból, két jelölt közül 3519 szavazatot szerzett meg, amivel 68,78 %-os eredményt ért el.    |
| Dr. Győri Ottília               | Fidesz-KDNP                         | 2010–     | A 2019. október 13-án megtartott választáson a 6360 érvényesen leadott szavazatból, két jelölt közül 3720 szavazatot szerzett meg, amivel 58,49 %-os eredményt ért el.     |
| Dr. Győri Ottília               | Fidesz-KDNP                         | 2010–     | A 2024. június 9-én megtartott választáson a 8139 érvényesen leadott szavazatból, három jelölt közül 3869 szavazatot szerzett meg, amivel 47,54 %-os eredményt ért el.     |

### A 2019-es önkormányzati választás eredménye
- A polgármester-választás eredménye[13]

| Jelölt neve       | Jelölő szerv. | Jelölő szerv.                     | Szavazatok száma | Szavazatok aránya |
| ----------------- | ------------- | --------------------------------- | ---------------- | ----------------- |
| Dr. Győri Otillia |               | Fidesz–KDNP                       | 3720             | 58,49%            |
| Hegyesi Beáta     |               | Budakörnyék Fejlődésért Egyesület | 2640             | 41,51%            |
| Összesen          |               |                                   | 6360             | 100%              |

- A képviselőtestület-választás eredménye[14]

| Párt | Párt                                | Mandátumok | Képviselő-testület | Képviselő-testület | Képviselő-testület | Képviselő-testület | Képviselő-testület | Képviselő-testület | Képviselő-testület | Képviselő-testület | Képviselő-testület |
| ---- | ----------------------------------- | ---------- | ------------------ | ------------------ | ------------------ | ------------------ | ------------------ | ------------------ | ------------------ | ------------------ | ------------------ |
|      | Fidesz–KDNP                         | 8          | P                  |                    |                    |                    |                    |                    |                    |                    |                    |
|      | Budakörnyék Fejlődésért Egyesület   | 3          |                    |                    |                    |                    |                    |                    |                    |                    |                    |
|      | Budakesziért Függetlenek Egyesülete | 1          |                    |                    |                    |                    |                    |                    |                    |                    |                    |

## Gazdaság
Budakeszin az egykor fejlett mezőgazdaságot a korábbi privatizációt követően leginkább néhány professzionalizálódó vállalkozás élteti tovább, ezeknek sem gazdasági, sem foglalkoztatási jelentősége nem nagy, de eredményesen viszik tovább az egykori gyümölcs- és szőlőtermesztés hagyományait. A környező erdők alkalmat adnak arra, hogy a Pilisi Parkerdőgazdaság is jelentős tevékenységet végezzen itt. A várostól északnyugatra egy tangazdaság is működik.
Különösen nagy jelentőséggel nem bír az ipar a város életében, kisebb vállalkozások keretében működnek környezetbarát ipari létesítmények, lényeges szerepe van azonban a nagyrészt nagy- és kiskereskedelmi cégeket, szolgáltató vállalkozásokat tömörítő gazdasági területeknek, a gyors ütemben fejlődő Szőlőskert, illetve Hidegvölgy településrészekben.
Budakeszin teljes a szolgáltatási szektor, az egészségügy és a vendéglátás terén különösen kiemelkedő a város teljesítménye.
A város északi határában három országos jelentőségű egészségügyi intézmény: az Országos Orvosi Rehabilitációs Intézet és a Magyar Honvédség Egészségügyi Központjának rehabilitációs részlege működik, valamint a Budapest XII. kerületi Országos Korányi Pulmonológiai Intézet is Budakeszi infrastruktúráját használja.
Növekvő szerepe van a kereskedelemnek, több szuper- és hipermarket, valamint szakáruház is épült a településen. A lakosság kiszolgálására három pénzintézet és biztosítótársaság működik a városban.
A város élénk kirándulóturizmussal rendelkezik. A Vadaspark, Makkosmária és a környező erdőségek hétvégente sok kirándulni vágyót vonzanak. Budakeszin egy szálloda, és több panzió is működik.
A településen borászat működik, ahol borkóstolásra is van lehetőség. A boraikat a helyi Borháló üzletben értékesítik.
2001. július 1-jétől a Nemzetközi Vadászati és Vadvédelmi Tanács (Conseil International de la Chasse et de la Conservation du Gébier) székhelye is itt van.

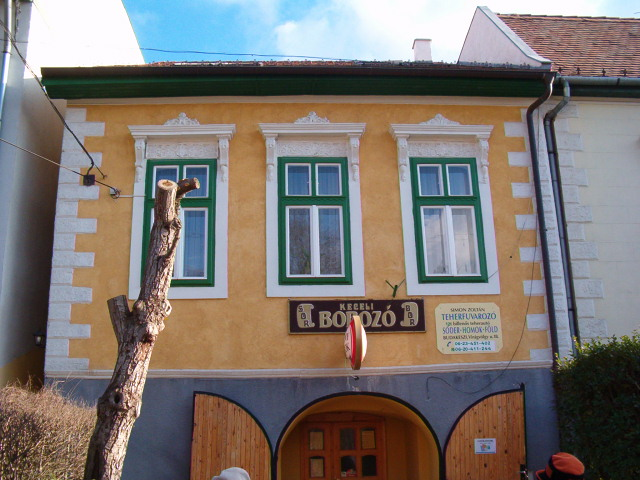
Borozó

## Népesség
Budakeszi lakossága nagyrészt magasan iskolázott, jómódú, városi életmódot folytató emberekből áll.
Továbbra is akadnak a német nemzetiségi hagyományokat ápoló „őslakos” budakesziek.
A település népességének változása:
| Lakosok száma | 13 707 | 13 724 | 15 088 | 15 575 | 15 473 | 15 862 |
|               | 2013   | 2014   | 2021   | 2022   | 2023   | 2024   |

A 2011-es népszámlálás során a lakosok 87%-a magyarnak, 0,3% cigánynak, 4,6% németnek, 0,5% románnak mondta magát (12,6% nem nyilatkozott; a kettős identitások miatt a végösszeg nagyobb lehet 100%-nál). A vallási megoszlás a következő volt: római katolikus 36,1%, református 11,3%, evangélikus 1,6%, görögkatolikus 1,4%, izraelita 0,3%, felekezeten kívüli 17,5% (28,8% nem nyilatkozott).
2022-ben a lakosság 87,3%-a vallotta magát magyarnak, 4,2% németnek, 0,5% ukránnak, 0,3% románnak, 0,2% szlováknak, 0,2% cigánynak, 0,1-0,1% lengyelnek, horvátnak, görögnek, örménynek és ruszinnak, 7,3% egyéb, nem hazai nemzetiségűnek (11,6% nem nyilatkozott; a kettős identitások miatt a végösszeg nagyobb lehet 100%-nál). Vallásuk szerint 30,4% volt római katolikus, 9,9% református, 1,9% evangélikus, 1,2% görög katolikus, 0,3% ortodox, 0,2% izraelita, 1,5% egyéb keresztény, 0,8% egyéb katolikus, 15,3% felekezeten kívüli (38% nem válaszolt).

## Kultúra, oktatás, sport
A városban óvoda, nagy általános iskola, zeneiskola, művészeti iskola és két gimnázium működik, amelyek leginkább a környék kisebb településeiről, másrészt Budapestről vonzzák a diákokat.
Budakeszi iskolái: Prohászka Ottokár Katolikus Gimnázium, Nagy Sándor József Gimnázium, Széchenyi István Általános Iskola.
A településen kiépült sportinfrastruktúra van, több országos jelentőségű sportoló lakhelye. A Bécs-Pozsony-Budapest Szupermaraton egyik fontos állomása.
Az Erkel Ferenc Művelődési Központ regionális jelentőségű. A településen sok kulturális rendezvényt szervez, melyek közül a legfontosabb az Erkel Napok, a Budakeszi Családi Napok, a Makkosi Búcsú, a Mezei Mária Művészeti Napok és a Budakeszi Búcsú.
Számtalan civil szervezet működik a városban, amelyek jelentős szerepet játszanak a település kulturális és közösségi életében.
A település adottságai miatt sok képzőművész él a városban, tevékenységüket a KesziArt Egyesület fogja össze.

## Nevezetességek
- Álomvölgy[18]
- Budakeszi Arborétum

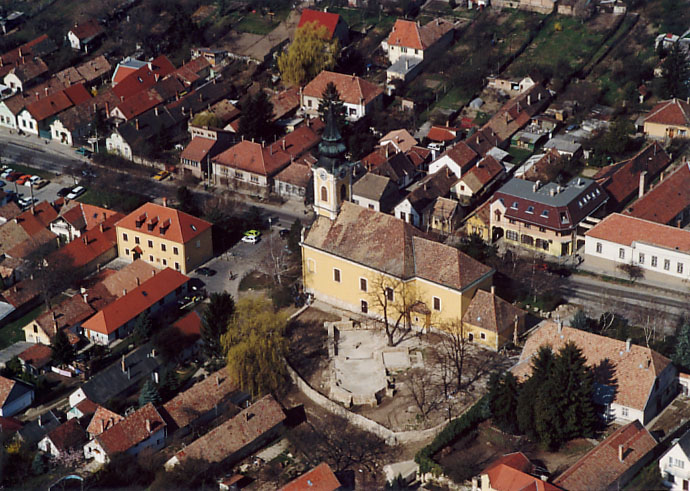
A mai római katolikus templom udvarában 1997-ben végzett ásatások az 1761–66 között épült barokk templom alatt a település nagyságához képest jelentős méretű középkori templom falcsonkjaira bukkantak

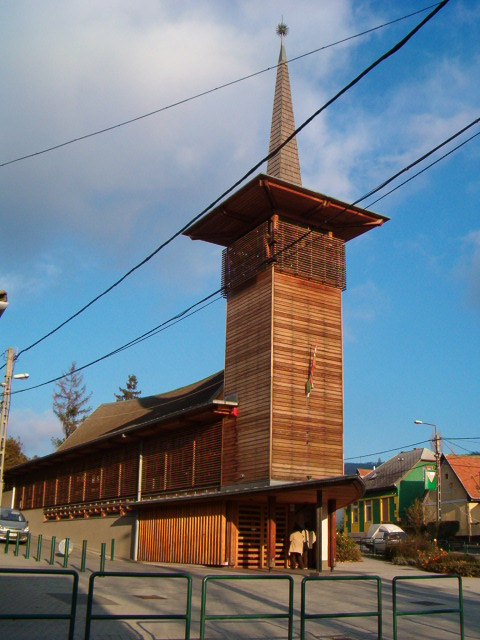
Református templom

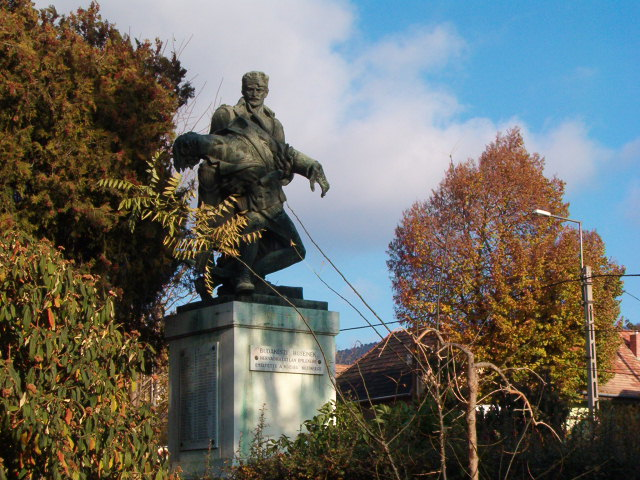
Hősi emlékmű

- Első világháborús emlékmű (a református templom felett, Fő utca)
- Erkel Ferenc mellszobra (Fő tér)
- Erkel Ferenc emléktáblája (Erkel utca)
- Gőzmozdony (Rózsa utca)
- Himnusz-szobor (Budapest városhatárnál, Fő utca)
- Katonasírok
- Metodista templom (V. Majzik Mária kerámia díszítésével (állandó kiállítás az altemplomban)) (Rákóczi utca)
- Mezey Mária-emlékház (Petőfi utca)
- Minden Magyarok zászlaja (Budapest városhatárnál, Fő utca)
- Nagy Gáspár költő mellszobra (Fő tér)
- Pászti Gyula A mamutfenyők mellett, 1996-ban emlékkövet állított a BBTSSz 'Rockenbauer Pál' Túravezető Klubja, néhai elnöke: Pászti Gyula (1917-1996) nevének, és 'Szép erdőt, mezőt!' köszönésének vésetével. A hosszú szünetel/te/és után 1990-től újra működő klub, köztiszteletben álló személyisége volt. Legkedvesebb, legnyugtatóbb túraútvonala a mamutfenyők mellett vezetett,  Az emlékkő elkészítési és kihelyezési feladatait a Budakeszi Erdészet néhány dolgozója szervezte/végezte el.
- Református templom (Határon Túli Magyarok Emléktemploma – Basa Péter, Pest Megyei Építészeti Nívódíj, 1999) (Fő utca)
- Római katolikus templom (Havas Boldogasszony-templom – 1761, barokk) (Fő utca)
- Római katolikus templom (Angyalok királynéja-templom – barokk) (Makkosi út)
- Sváb parasztházak
- Sváb ősök emlékműve (Őseink emlékére) (a római katolikus templom alatt, Fő utca)
- Széchenyi István mellszobra (Széchenyi tér, Temető út és Széchenyi utca kereszteződése)
- Templomrom (román stílusú) (a római katolikus templom mellett, Fő utca)
- Vadaspark
- Vitorlázó-repülőtér (Farkashegyi repülőtér)
- Wass Albert mellszobra (Fő tér)
- '56-os emlékkő (Szanatórium utca Fő utca sarok)

## Testvértelepülései
- Beregdéda, Ukrajna
- Csíkszereda, Románia
- Delbrück-Westenholz, Németország
- Lich, Németország
- Neckarsulm, Németország
- Sankt Margarethen an der Raab, Ausztria

## Neves személyek
Az alábbi személyek egy időben Budakeszin éltek vagy jelenleg is a város lakói. Zárójelben a születési (és halálozási) évszámok szerepelnek.
- Albert Gábor (1929–2017) Kossuth-díjas és József Attila-díjas író
- Albert Zsuzsa (1932–), a Magyar Érdemrend Lovagkeresztjével kitüntetett író, költő, rádiós műsorvezető, szerkesztő
- Balassa Sándor (1935–2021) Kossuth-díjas, Erkel Ferenc-díjas, Bartók-Pásztory-díjas zeneszerző, a Nemzet művésze, A Magyar Érdemrend középkeresztje kitüntetettje
- Balczó András (1938–) többszörös olimpiai és világbajnok öttusázó
- Bánó Iván (1888–1961) magyar földbirtokos, gazdasági főtanácsos, országgyűlési képviselő (itt halt meg)
- Bárdossy Péter (Budapest, 1969. április 22. –) történész-levéltáros, családtörténeti kutató.
- Basa Péter (1964–2009) Ybl Miklós-díjas építész
- Bártfai Szabó Gábor és Orsolya építészek, a „2010. Év Lakóháza” tervezői
- Bíró Ildikó (1955–), a Duna Palota ügyvezető igazgatója, volt országgyűlési képviselő
- Bohony Beatrix, a „Marbushka” játékok tervezője és gyártója
- Crespo Rodrigo (1973–) színművész, a tatabányai Jászai Mari Színház igazgatója
- Császár Mónika (Budapest, 1954. november 17. –) magyar tornásznő, az 1972. évi nyári olimpiai játékokon a bronzérmes olimpiai tornászcsapat tagja
- Csepregi Gyula (1958–2014) Liszt Ferenc-díjas dzsesszszaxofon-művész
- Csoma Gergely (1954–) fotó-és szobrászművész, csángó néprajzkutató
- Dalotti Tibor (1963–) koreográfus, a többszörös show- és látványtánc-világbajnok Botafogo Táncegyüttes alapító művészeti vezetője, a Magyar Táncművészeti Egyetem tanára[19]
- Darnyi Tamás (1967–) négyszeres vegyesúszó olimpiai bajnok
- Deés Enikő (1943–) Munkácsy-díjas textilművész
- Demszky Gábor (1952–) magyar jogász, szociológus, politikus, Budapest főpolgármestere öt hivatali cikluson keresztül (1990–2010)
- Déry Attila (1954–) Ybl-díjas építész[20]
- Détár Enikő (1964–) Artisjus- és Déryné-díjas magyar színésznő, előadóművész.
- Dévényi János (1956–) festőművész, a KesziArt Egyesület elnöke, geometriai képei az arányok, színek, formák, a szépség és harmónia tengelyében születnek[21]
- Dira Zsófia (1991–) ifjúsági kajakos világbajnok
- Egely György (1950–) feltaláló, szakíró
- Erkel Ferenc (1810–1893) zeneszerző, karmester, zongoraművész és sakkmester
- Farbaky Péter (1957–) építész, művészettörténész, a Budapesti Történeti Múzeum Kiscelli Múzeumának az igazgatója
- Fehér Bence (1992–) biofizikus, többszörös országos és világbajnok harcművész
- Filó Kristóf (1947–2024) katolikus pap, 2001-től haláláig a település plébánosa
- Fischer László (1962–) síugró, tizenkilencszeres országos bajnok
- Gábor Emese (1973–) mesekönyv-illusztrátor, szobrász, költő, többek között a budakeszi Széchenyi István- és Wass Albert-szobrok alkotója
- Gellér-fivérek: László (1944–), Mihály (1947–) és Gábor (1958–) – síugrásban és északi összetettben 47 magyar bajnoki aranyérmet szereztek[22]
- Giron Zsolt (1957–), 1975–1979 között a Ferencváros labdarúgója, ezüst- és bronzérmet szerzett a magyar bajnokságban, testnevelő tanár
- Hargitay András (1956–), a Magyar Köztársasági Érdemrend tisztikeresztjével díjazott úszó, háromszoros vegyesúszó világbajnok, állatorvos
- Hámori József (1932–) Széchenyi díjas biológus, agykutató, az MTA rendes tagja, 1998-2000 között a kulturális örökség minisztere
- Hámori Máté (1983–) az óbudai Danubius ifjúsági zenekar művészeti vezetője
- Hellner Katalin (1941–1988) sokszoros országos sífutó bajnok
- Heltay László karnagy, ő alakította meg Angliában a St Martin-in-the-Fields és a Brighton Fesztivál kórusát és ő készítette el Milos Forman Amadeus filmjének kórusfelvételeit a St Martin-in-the-Fields kórusával. Jelenleg Spanyolországban és Budakeszin él.[23]
- Horváth Ildikó (1964–) egyetemi magántanár, tüdőgyógyász kutató orvos, az MTA doktora, a WHO magyarországi tagállami kapcsolattartó, az Európai Tüdőgyógyászati elnökségi tagja és a Klinikai Tudományos Bizottság tagja
- Illényi Katica (1968–) Magyarország Kiváló és Érdemes Művésze, Liszt- és Artisjus díjas hegedű- és teremin-művész, a komoly- és könnyűzene, valamint a jazz világában is megbecsült, nagyra értékelt előadó, a Magyar Művészeti Akadémia köztestületi tagja
- H. Bóna Márta (1944–2011) meteorológus
- Janicsák Veca (1989–) énekesnő
- Jónás Rita (1968–) színművész, Darnyi Tamás felesége, korábban éveken át az RTL Klub Kölyökmagazin című műsorának vezetője
- Józsa Lajos (1944–) szobrászművész, számos köztéri szobor megalkotója[24]
- Kály-Kullai Károly (1954–) neves drogügyi szakértő, a nemzeti drogstratégiát kidolgozó munkacsoport tagja
- Kálmán C. György (1954–) irodalomtörténész
- Kásler Miklós (1950–), Széchenyi-díjas magyar onkológus, tanszékvezető egyetemi tanár, az orvostudomány kandidátusa, az Országos Onkológiai Intézet főigazgatója, 2018-tól az Emberi Erőforrások Minisztériumának minisztere
- Keresztes Dóra (1953–) Balázs Béla-díjas grafikus, animációsfilm-készítő
- Kéri Szabolcs (1972–) pszichiáter, egyetemi tanár, az MTA doktora, az Academia Europaea választott tagja, a Nyírő Gyula Országos Pszichiátriai és Addiktológiai Intézet tudományos igazgatója és osztályvezető főorvosa
- Kiss Iván (1949–) grafikus, animációsfilm-készítő
- Kiss József (1966–2018) színművész, az Argo című magyar akció-vígjáték Tysonja
- Kisszabó Gábor (1959–) az Első Emelet együttes basszusgitárosa, kulturális manager
- Kovács András Péter (1978–) Karinthy-gyűrűs humorista, író, a hazai stand up comedy egyik meghatározó alakja
- László Boldizsár (1969–) operaénekes és felesége, Nánási Helga operaénekesnő.
- Lieber Éva (1932–2005) festő- és textilművész, Tornyai-díjas
- Major István (1949–2014) magasugró, háromszoros fedettpályás Európa-bajnok, olimpiai 6. helyezett, háromszor volt Magyarországon az év atlétája
- Makk Attila (1963–) belsőépítész, grafikus, 2003-ban az "Év belsőépítésze" díjazottja
- Mayer István síugró, 1977-ben síugró csapatban országos bajnok
- Mezey Mária (1909–1983) színművész, érdemes és kiváló művész
- Michna György (1920–2013) a Magyar Királyi Légierő legendás Puma századának egyik pilótája
- Molnár Gergely (1945–2025) művésznevén Mr. Jupiter, bűvész, a Manilai Bűvészegyetem díszdoktora, 2013-tól az Izraeli Bűvészszövetség díszelnöke; a Magyar Köztársaság Arany Érdemkeresztje (2002) és a Magyar Érdemrend Tisztikeresztje (2014) kitüntetettje
- Müller Sándor (1948–) 17-szeres válogatott labdarúgó, az 1982-es spanyolországi vb-n szereplő válogatott csapat tagja
- Nagy Ákos (1982–) zeneszerző
- Nagy Gáspár (1949–2007) Kossuth-díjas költő, író
- Nagy Kálmán (1909–2010) huszár ezredes, hadtörténész
- Németh Zsigmond (1944–) társával, Krúg Lászlóval 1981-ben megismételte Endresz György és Magyar Sándor legendás 1931-es óceán-átrepülését motoros géppel
- Navracsics Tibor (1966–) magyar jogász, politológus, egyetemi docens, politikus. 2014-től az Európai Bizottság kulturális, oktatási, ifjúságpolitikai és sportügyi biztosa.
- Nemcsik Zsolt (1977–) vívó, olimpia ezüstérmes kard egyéniben, világbajnoki aranyérmes kard csapatban
- Nyulász Péter (1968–) meseíró, gyermekversköltő, 2011-ben Helka című könyve elnyerte az Év Gyermekkönyve díjat, a Magyar Rádió korábbi szerkesztőjeként a „Krónika” műsorvezetője volt
- Orosz István (1951–) Kossuth-díjas grafikus, rajzfilmkészítő
- Palkovics Tibor (?–2010), az 1970-es évek sokszoros sílesikló bajnoka
- Pap Ferenc (1945-) Balázs Béla-díjas operatőr, rendező.
- Pálinkás György vitorlázó és motoros repülő, az 50-es évek elején a Hármashatár-hegyi reptér parancsnoka volt, több, mint 1 millió kilométert tett meg motoros repülővel
- Párkányi Raab Péter (1967–) Kossuth-díjas szobrászművész.
- Pléh Csaba (1945–) Széchenyi-díjas pszichológus, nyelvész, az MTA rendes tagja
- Poczik Ferenc (1894–1974) szőlőnemesítő, aki itt nemesítette a ma is kedvelt, Pannónia kincse nevű csemegeszőlőfajtát
- Sophie Pribojszki (Pribojszki Zsófia; 1946–)  festő- és szobrászművész
- Ravasz Etele Koppány (1992–) junior vívó világbajnok, edző
- Rákay Philip (1972–) médiaszemélyiség, az MTV Zrt. vezérigazgató-helyettese
- Rékasi Zsigmond (2001–) magyar költő
- Ring Anna sokszoros vitorlázó repülő csúcstartó az 50-es években
- Riskó Géza (1949–) az MTV sportrovatának Prima Primissima díjas vezetője
- Riskó Tibor (1923–2017) tüdőgyógyász, ortopéd sebész, ortopédiai tanszékvezető egyetemi tanár
- Rodics Katalin neves természetvédő, a Greenpeace munkatársa
- Ruszák Mátyás Európa-bajnok lovasíjász, a jordán királyi lovasverseny győztese
- Sarlós Erzsébet 20-szoros magyar bajnok evezős
- Sarlós György (1940–), olimpiai ezüstérmes kormányos nélküli négyes evezésben
- Sarlós Katalin világbajnoki bronzérmes evezős
- Sarlósné Mózer Erzsébet evezős, képzőművész, Európa-bajnoki bronzérmes női egypárevezésben
- Siklósi Örs (1991–2021), az AWS frontembere
- Simon Zsolt (1971–), a TV2 vezérigazgatója és résztulajdonosa
- Somos Miklós (1933–2009) Munkácsy-díjas festőművész
- Szél Bernadett (1977–) közgazdász, politikus, a Lehet Más a Politika országgyűlési képviselője
- Széles Tamás (1973–) színművész, az egyik legfoglalkoztatottabb szinkronhang, díszlettervező, a Magyar Ó-Katolikus Egyház püspöke
- Szokolay Balázs (1961–) Liszt-díjas zongoraművész
- Tagai Róbert raliversenyző, 2000-ben magyar bajnok
- Tagai Tamás raliversenyző, 2000-ben magyar bajnok
- Türke András István (1980–) történész, biztonságpolitikai elemző, az Europa Varietas Institute igazgatója
- Vörösmarthy Dániel (1929–2019) szemészprofesszor, az MTA doktora
- V. Majzik Mária (1949–2025)[25] Magyar Örökség-díjas, Príma-díjjal kitüntetett képzőművész, a budakeszi Himnusz-szobor alkotója
- Zákányi Zsolt (1925–2007) Liszt-díjas karnagy, a róla elnevezett vegyeskórus alapítója

## Budakeszi média
- A Mi Kisvárosunk, Budakeszi Családi Magazin Archiválva 2020. november 24-i dátummal a Wayback Machine-ben
- Budakeszi Hírmondó
- Buda Környéki Televízió
- Budakörnyéki Iránytű Archiválva 2013. május 30-i dátummal a Wayback Machine-ben
- Keszi Láss! Budántúl
- Keszi-Art Egyesület honlapja